# Herbert Hofmann (Fußballspieler)
Herbert Hofmann (* 22. Januar 1931; † 3. November 2001) war ein deutscher Fußballspieler, der von 1951 bis 1958 als Aktiver der Vereine Schwarz-Weiß Essen (1951/52), Fortuna Düsseldorf (1952/53) und Eintracht Braunschweig (1953–1958) in den damals erstklassigen Fußball-Oberligen West und Nord insgesamt 173 Ligaspiele absolviert und dabei 16 Tore erzielt hat. Der im damals überwiegend praktizierten WM-System zumeist als rechter Verteidiger eingesetzte Defensivspieler wurde im Jahr 1955 vom DFB zu zwei Einsätzen in der B-Nationalmannschaft berufen.

## Laufbahn

### Amateur und Start in der Oberliga West
Herbert Hofmann sammelte seine ersten Erfahrungen im höherklassigen Seniorenbereich beim 1. FC Lichtenfels in der Bayernliga. Mit dem Team aus Oberfranken belegte er in der Saison 1950/51 den 3. Rang und machte mit seinen Spielleistungen den Aufsteiger in die Oberliga West, Schwarz-Weiß Essen, auf sich aufmerksam. Die Elf aus der Grugastadt verpflichtete den Mann aus Lichtenfels zur Saison 1951/52. Es kamen aber auch noch die Torhüter Hans Ricker, Karl-Heinz Höger und die weiteren Feldspieler Horst Büttner, Helmut Hasse und Rückkehrer Kurt Zaro zu ETB an den Uhlenkrug. Das Team um die Leistungsträger Heinz Gommans und Hans Zerres belegte unter Trainer Richard Longin den 11. Platz und Hofmann hatte in 28 Ligaspielen zehn Tore erzielt. Er spielte bei SW Essen noch Mittelstürmer. Hinter Zerres mit 12 Treffern belegte er den zweiten Platz in der internen Torschützenliste.
Nach nur einer Runde nahm er das Angebot von Fortuna Düsseldorf zur Saison 1952/53 an und wechselte zum Team um Torhüter Anton Turek und Olympiateilnehmer Matthias Mauritz, in den Arbeiterbezirk Flingern. Das Team von Trainer Heinrich Körner hatte sich zwar noch mit dem Zwillingspaar Karl und Martin Gramminger vom VfL Neckarau verstärkt, dennoch kam Fortuna nicht über den neunten Rang hinaus. Hofmann hatte in 15 Ligaeinsätzen fünf Tore erzielt. Da beide Seiten nicht restlos zufrieden mit der Saison 1952/53 gewesen waren, wechselte Hofmann in die Oberliga Nord und unterschrieb bei Eintracht Braunschweig einen Vertrag ab der Saison 1953/54.

### Eintracht Braunschweig, 1953 bis 1958
Am Rundenstarttag, den 9. August 1953, bei einem 1:0-Auswärtserfolg beim Harburger TB, debütierte er bei den Blau-Gelben des BTSV in der Oberliga Nord. Er lief noch als Mittelstürmer auf und war Torschütze des Siegtreffers. Aber schon beim 2:1-Heimerfolg gegen den Hamburger SV am 4. Oktober 1953, lief er unter Trainer Edmund Conen als rechter Verteidiger auf. Dies sollte dann auch seine unumstrittene Stammposition in den nächsten Jahren bei der Mannschaft vom Stadion an der Hamburger Straße werden. Herausragend war für Hofmann auch noch in seiner ersten Braunschweiger Runde der 2:0-Auswärtserfolg am 14. Februar 1954, beim späteren deutschen Meister Hannover 96. Werner Ruppel und Heinz Güttgemanns waren weitere Neuzugänge der Eintracht in dieser Runde. Hofmann kam auf 25 Ligaeinsätze (1 Tor) und Braunschweig belegte am Rundenende den vierten Rang. In seiner zweiten Runde bei den Blau-Gelben steigerte er seine Einsatzzahl auf 28 Ligaspiele und die Eintracht belegte 1954/55 den sechsten Rang. Dazu beigetragen hatten auch die Neuzugänge Heinz Patzig und Karl-Heinz Hellwig. Im letzten Trainerjahr von Edmund Conen, 1955/56, fiel Braunschweig auf den 11. Rang zurück, Hofmann war in 29 von 30 Ligaspielen aufgelaufen.
Im Debütjahr von dem neuen Trainer Kurt Baluses, 1956/57, kamen Hofmann und Kollegen wieder auf einen einstelligen Tabellenplatz, die Eintracht belegte mit den Neuzugängen Hans Jäcker und Erwin Bruske den siebten Rang. Das Heimspiel gegen den Nordserienmeister Hamburger SV wurde am 23. September 1956 mit 3:2 gewonnen; im Rückspiel revanchierten sich die Rautenträger mit einem 7:2-Heimerfolg. Zu einem großen Erfolg wurde die Runde 1957/58 für die Eintracht: Mit 41:19 Punkten erreichte das Baluses-Team die Vizemeisterschaft. Die zwei Torjäger Werner Thamm (23 Tore) und Ernst-Otto Meyer (22 Tore) hatten daran wesentlichen Anteil. Am Rundenende hatte der Hamburger SV als Meister lediglich zwei Punkte Vorsprung vor Braunschweig. Herausragendes brachte das Nachholspiel am 26. Dezember 1957 gegen den Hamburger SV in Bremen zustande: Trotz einer Braunschweiger 4:0-Halbzeitführung gewann der HSV das Spitzenspiel mit 6:4. Hofmann bildete dabei mit Justus Eccarius das Verteidigerpaar. Sein letztes Oberligaspiel bestritt Hofmann am 9. Februar 1958 bei einem 3:0-Heimerfolg gegen den VfR Neumünster. Nach dem 23. Rundenspiel war für ihn die Runde beendet; an den Gruppenspielen in der Endrunde um die deutsche Fußballmeisterschaft gegen Schalke 04, Karlsruher SC und Tennis Borussia Berlin nahm er nicht mehr teil. Nach insgesamt 130 Oberligaeinsätzen (1 Tor) endete die Karriere von Herbert „Charly“ Hofmann im Sommer 1958 bei Eintracht Braunschweig.

### Auswahlberufungen
Am 13. März 1955 gewann Hofmann mit Braunschweig 2:0 bei Arminia Hannover, am 23. März stand der Eintracht-Verteidiger in der deutschen B-Nationalmannschaft, der in Sheffield ein 1:1-Remis gegen die englischen Profis gelang. Vor Torhüter Heinz Kubsch bildete er zusammen mit Erich Juskowiak das Verteidigerpaar. War das Debüt in der B-Elf mit einem respektablen Abschneiden begleitet, so stand der zweite Einsatz dagegen unter einem völlig negativen Zeichen: Am 25. September 1955 wurde Hofmann in Laibach bei einer deprimierenden 0:8-Niederlage gegen Jugoslawien eingewechselt. Mittelstürmer Uwe Seeler verdarb es zwar trotzdem nicht die große Karriere, aber Vereinskollege Horst Schnoor verhagelte es die Karriere in der A-Nationalmannschaft. Auch Hofmann kam zu keinem weiteren Einsatz in der DFB-Auswahl mehr.